# Alica Schmidt
Pour les articles homonymes, voir Schmidt.
Alica Megan Schmidt née le 8 novembre 1998 à Worms en Allemagne, est une athlète et mannequin allemande. Elle est vice-championne d'Europe U20 avec le relais 4 fois 400 mètres en 2017.

## Biographie
Alica Schmidt, née le 8 novembre 1998 à Worms, est une athlète du SC Potsdam.
Elle commence à attirer l'attention dans les compétitions juniors en remportant une médaille d'argent dans l'épreuve de relais 4 × 400 m au tournoi d'athlétisme européen U20 2017.
Le 14 juillet 2019, lors des championnats d'Europe espoirs d'athlétisme qui se déroulent à Gävle en Suède, elle remporte la médaille de bronze lors du relais 4 x 400m avec l'équipe d'Allemagne.
Alica Schmidt est l'une des athlètes les plus populaires d'Allemagne. Le magazine australien Busted Coverage l'a proclamée « athlète la plus sexy du monde »,,.
En juillet 2022, lors des championnats du monde d'athlétisme qui se déroulent à Eugene, aux États-Unis, elle participe, avec l'équipe d'Allemagne, aux épreuves du relais 4 × 400 mètres et du relais 4 × 400 mètres mixte. Lors de ces deux courses l'équipe d’Allemagne est éliminée dès les séries.

## Palmarès
| Date | Compétition                   | Lieu     | Résultat | Épreuve   | Temps         |
| ---- | ----------------------------- | -------- | -------- | --------- | ------------- |
| 2017 | Championnats d'Europe juniors | Grosseto | 2e       | 4 × 400 m | 3 min 33 s 08 |
| 2019 | Championnats d'Europe espoirs | Gävle    | 3e       | 4 × 400 m | 3 min 33 s 83 |
| 2022 | Championnats d'Europe         | Munich   | 5e       | 4 x 400 m | 3 min 26 s 90 |

## Records
| Épreuve     | Épreuve   | Temps         | Lieu      | Date             |
| ----------- | --------- | ------------- | --------- | ---------------- |
| 400 m       | Plein air | 52 s 07       | Berlin    | 3 septembre 2023 |
| 400 m haies | Plein air | 1 min 00 s 01 | Heilbronn | 1er juillet 2018 |